# Groß Molzahn
Groß Molzahn é um município da Alemanha localizado no distrito de Nordwestmecklenburg, estado de Mecklemburgo-Pomerânia Ocidental.
Atualmente pertence ao Amt de Rehna.